# Archanara
Archanara es un  género  de lepidópteros perteneciente a la familia Noctuidae. Es originario del Eurasia.

## Especies
- Archanara aerata (Butler, 1878)
- Archanara affinis Rothschild, 1920
- Archanara cervina Warren, 1911
- Archanara dissoluta – Brown-Veined Wainscot (Treitschke, 1825)
- Archanara geminipuncta Haworth, 1809
- Archanara gigantea Osthelder, 1935
- Archanara insoluta Warren, 1911
- Archanara neurica (Hübner, [1808])
- Archanara phragmiticola (Staudinger, 1892)
- Archanara polita (Walker, 1865)
- Archanara punctilinea Wileman, 1912
- Archanara punctivena Wileman, 1914
- Archanara resoluta Hampson, 1910
- Archanara staettermayeri Schawerda, 1934
- Archanara striata Wileman & South, 1916

## Antiguas especies
Han sido transferidas al género Capsula:
- Capsula alameda (Smith, 1903)
- Capsula algae Esper, 1789
- Capsula laeta Morrison, 1875
- Capsula oblonga Grote, 1882
- Capsula sparganii Esper, 1790
- Capsula subflava Grote, 1882